# Benjamin Fischer (homme politique)
Pour les articles homonymes, voir Fischer.
Benjamin Fischer, né le 16 août 1991 à Uster (originaire de Volketswil), est une personnalité politique suisse du canton de Zurich, membre de l'Union démocratique du centre (UDC).
Il siège au Conseil national depuis 2022.

## Biographie
Benjamin Fischer naît le 16 août 1991 à Uster, dans le canton de Zurich. Il est originaire de Volketswil, dans l'Oberland zurichois, où il passe son enfance. Il grandit dans une ferme avec cinq frères et sœurs.
Il est titulaire d'un master en économie d'entreprise, achevé en 2021.
Il a le grade de capitaine à l'armée,.
Il est marié depuis 2020 et père d'un enfant. Il habite Volketswil.

## Parcours politique
Il adhère à l'UDC à l'âge de 16 ans.
Il siège au Conseil cantonal de Zurich du 18 mai 2015 à février 2022, où il devient président de la  Commission des affaires de santé et de sécurité sociale. À son élection à 23 ans, il est le plus jeune député cantonal du canton,. Il est par ailleurs président de l'UDC du canton de Zurich depuis 2020 (dont il est également le plus jeune président de l'histoire), après avoir présidé les Jeunes UDC de 2016 à février 2020,.
Candidat au Conseil national en 2019, il manque de peu son élection, mais y accède deux ans et demi plus tard, le 28 février 2022, à la suite de la démission de Hans-Ueli Vogt. Il est membre de la Commission des institutions politiques (CIP). Il est réélu en octobre 2023. Depuis fin 2023, il est également membre de la Commission de gestion (CdG).

### Positionnement politique
Il est réputé fidèle à la ligne de son parti, en particulier en matière de politique étrangère, de sécurité et d'étrangers, tout en étant capable de compromis et sans témoigner de l'agressivité typique de l'UDC zurichoise.
Il se réclame de l'aile libérale de son parti, soutenant notamment la légalisation du cannabis et le mariage et l'adoption pour les couples de même sexe,.